# Rosnowo (powiat gryfiński)
Rosnowo – wieś w Polsce położona w województwie zachodniopomorskim, w powiecie gryfińskim, w gminie Trzcińsko-Zdrój.
W latach 1975–1998 miejscowość należała administracyjnie do województwa szczecińskiego.

## Zabytki
- kościół fil. pw. Chrystusa Króla, z drugiej poł. XIII w., XVIII w., nr rej.: A-976z 31.07.1956-d. cmentarz przy kościele, XIII-XX w., nr rej.: A-976z 14.12.2015-ogrodzenie, mur.,  z bramą, XV w. Wystrój barokowo-klasycystyczny, wieża z hełmem i latarenką dobudowana w XVIII w.[3]
- park pałacowy, XVIII/XIX w., nr rej.: A-1178z 5.12.1980, pozostałość po pałacu.